# Victor Moore
Pour les articles homonymes, voir Moore.
Victor Moore est un acteur américain, de son nom complet Victor Frederick Moore, né à Hammonton (New Jersey, États-Unis) le 24 février 1876, mort d'une crise cardiaque à East Islip (État de New York, États-Unis) le 23 juillet 1962.

## Biographie
Victor Moore est particulièrement actif au théâtre et apparaît une première fois en 1896 à Broadway, où il se produira à de nombreuses reprises, dans quelques pièces, mais surtout dans des comédies musicales (notamment des frères George et Ira Gershwin), jusqu'en 1957.
Au cinéma, il tourne principalement des courts-métrages pendant la période du muet, à partir de 1915. Après deux premiers films parlants en 1930, il poursuit une partie de sa carrière au cinéma, en particulier dans le genre du film musical, dont Sur les ailes de la danse (1936), avec Fred Astaire et Ginger Rogers. Son dernier film est Sept Ans de réflexion (1955), avec Marilyn Monroe. Il est aussi réalisateur d'un court métrage en 1916 et scénariste de deux autres en 1917 (expérience non renouvelée).
À la télévision, il participe à quelques séries, autour du théâtre et de Broadway, de 1949 à 1955.
Pour sa contribution au cinéma, une étoile lui est dédiée sur le Walk of Fame d'Hollywood Boulevard.

## Cinéma (filmographie partielle)

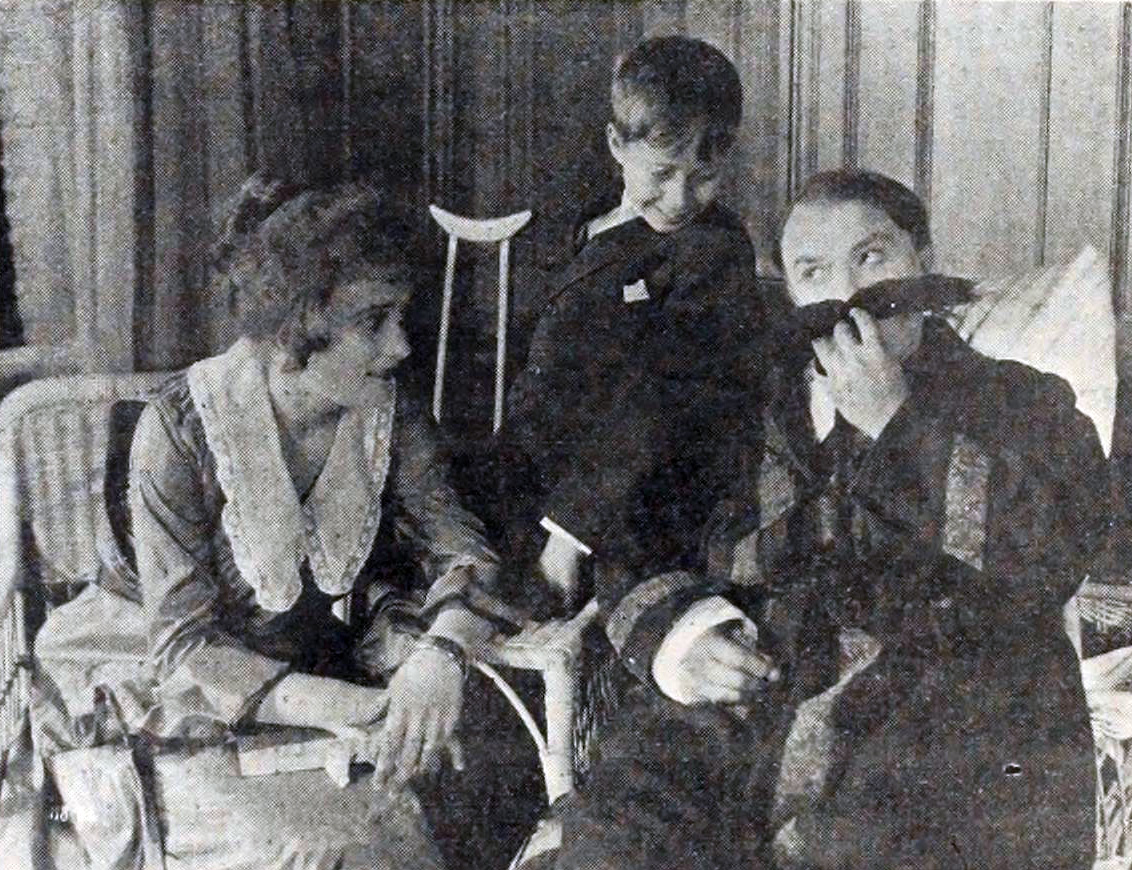
The Clown (1916)

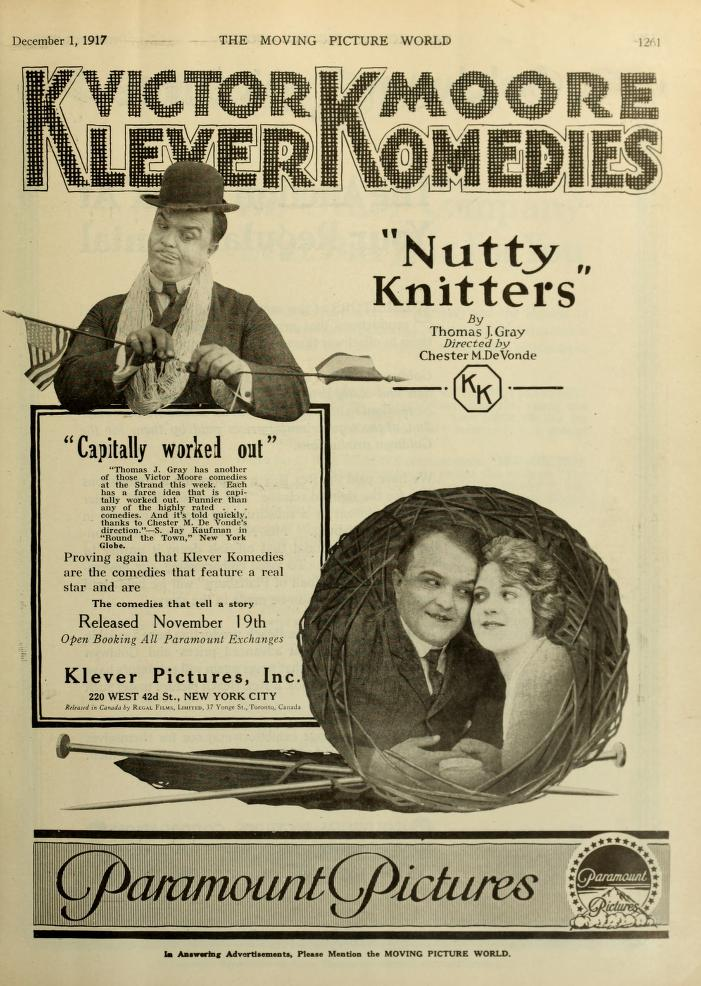
Nutty Knitters (1917)

Acteur, sauf mention complémentaire
- 1915 : Snobs d'Oscar Apfel
- 1915 : Le Poing d'honneur (Chimmie Fadden) de Cecil B. DeMille
- 1915 : Chimmie Fadden Out West de Cecil B. DeMille
- 1916 : The Race de George Melford
- 1916 : In Society and Out (+ réalisateur)
- 1916 : The Clown de William C. de Mille
- 1917 : The Wrong Mr. Fox de Harry Jackson (+ scénariste)
- 1917 : Flivvering de Harry Jackson (+ scénariste)
- 1918 : Adam and some Eves de Chester De Vonde
- 1925 : The Man who found himself d'Alfred E. Green
- 1930 : Dangerous Nan McGrew de Malcolm St. Clair
- 1930 : Heads up de Victor Schertzinger
- 1931 : Love in the Suburbs de Ray Cozine
- 1932 : Ladies not allowed de Joseph Santley
- 1934 : Romance in the Rain de Stuart Walker
- 1934 : Gift of Gab de Karl Freund
- 1936 : Sur les ailes de la danse (Swing Time) de George Stevens
- 1936 : En parade (Gold Diggers of 1937) de Lloyd Bacon et Busby Berkeley
- 1937 : Place aux jeunes ou Au crépuscule de la vie (Make Way for Tomorrow) de Leo McCarey
- 1937 : The Life of the Party (en) de William A. Seiter
- 1938 : Radio City Revels de Benjamin Stoloff
- 1938 : This Marriage Business (en) de Christy Cabanne
- 1941 : Louisiana Purchase d'Irving Cummings
- 1942 : Au pays du rythme (Star Spangled Rythm) de George Marshall
- 1943 : Pris sur le vif (True to Life) de George Marshall
- 1943 : This Is the Army de Michael Curtiz (non crédité)
- 1943 : Riding High de George Marshall
- 1943 : The Heat's On de Gregory Ratoff
- 1944 : Carolina Blues de Leigh Jason
- 1945 : Duffy's Tavern de Hal Walker
- 1945 : Ziegfeld Follies de Vincente Minnelli, George Sidney ...
- 1947 : C'est arrivé dans la Cinquième Avenue (It happened on 5th Avenue) de Roy Del Ruth
- 1948 : La Folle Enquête (On our Merry Way) de Leslie Fenton et King Vidor
- 1949 : Kiss in the Dark de Delmer Daves
- 1952 : Cinq mariages à l'essai (We're not married !) d'Edmund Goulding
- 1955 : Sept Ans de réflexion (The Seven Year Itch) de Billy Wilder

## Théâtre (à Broadway)
Comédies musicales, sauf mention contraire
- 1896 : Rosemary, pièce de Louis N. Parker et Murray Carson, avec Ethel Barrymore
- 1906 : Forty-five Minutes from Broadway, pièce avec musique de George M. Cohan
- 1907-1908 : The Talk of New York, pièce avec musique de George M. Cohan
- 1911 : The Happiest Night of his Life, musique d'Albert von Tilzer, lyrics de Junie McCree et Sydney Rosenfeld
- 1925-1926 : Easy come, Easy go, pièce d'Owen Davis, avec Edward Arnold, Otto Kruger
- 1926-1927 : Oh, Kay !, musique de George Gershwin, lyrics d'Ira Gershwin, avec Gertrude Lawrence, Madeline et Marion Fairbanks, Harry Shannon
- 1927 : Allez-oop, revue, musique de Charig et Richard Myers, lyrics de Leo Robin, avec Charles Butterworth, Madeline Fairbanks
- 1927-1928 : Funny Face, musique de George Gershwin, lyrics d'Ira Gershwin, direction musicale d'Alfred Newman, avec Fred et Adele Astaire, Dorothy Jordan
- 1928-1929 : Hold Everything, musique de Ray Henderson, lyrics de Lew Brown et Buddy DeSylva, avec Bert Lahr, Ona Munson, Harry Shannon
- 1929-1930 : Heads up, musique de Richard Rodgers, lyrics de Lorenz Hart, direction musicale d'Alfred Newman (adaptée au cinéma en 1930 : voir "Filmographie partielle" ci-dessus)
- 1930 : Princess Charming, opérette, musique d'Albert Sirmay et Arthur Schwartz, lyrics d'Arthur Swanstrom, avec Douglass Dumbrille
- 1931 : She lived next to the Firehouse, pièce de William A. Grew et Harry Delf
- 1931-1933 : Of Thee I Sing, musique de George Gershwin, lyrics d'Ira Gershwin
- 1933-1934 : Let' em eat Cake, musique de George Gershwin, lyrics d'Ira Gershwin
- 1934-1935 : Anything Goes, musique et lyrics de Cole Porter (adaptée au cinéma en 1936 - réalisation de Lewis Milestone - et en 1956 - réalisation de Robert Lewis -, les deux fois avec Bing Crosby)
- 1938-1939 : Leave It to Me!, musique et lyrics de Cole Porter, avec Mary Martin, Gene Kelly
- 1940-1941 : Louisiana Purchase, musique et lyrics d'Irving Berlin, chorégraphie de George Balanchine (adaptée au cinéma en 1941 : voir "Filmographie partielle" ci-dessus)
- 1942 : Keep' em laughing
- 1945 : Hollywood Pinafore, musique d'Arthur Sullivan, adaptation par George S. Kaufman de H.M.S. Pinafore, de William S. Gilbert et A. Sullivan
- 1946 : Nelly Bly, musique de Jimmy Van Heusen, lyrics de Johnny Burke
- 1953 : On borrowed Time, pièce de Paul Osborn, avec Beulah Bondi, Leo G. Carroll
- 1957 : Carousel, musique de Richard Rodgers, lyrics et livret d'Oscar Hammerstein II, d'après la pièce Liliom de Ferenc Molnár, chorégraphie d'Agnes de Mille, décors d'Oliver Smith, avec Howard Keel, James Mitchell (reprise)